# Tim Naberman
Tim Naberman (født 11. maj 1999 i Genemuiden) er en cykelrytter fra Holland, der er på kontrakt hos Team Picnic-PostNL.